# نترية هامبورغية
نترية هامبورغية (الاسم العلمي: Nitrobacter hamburgensis) هي نوع من البكتيريا، سلبية الغرام، تتبع جنس النترية.